# Route nationale 38 (Inde)
Pour les articles homonymes, voir Route nationale 38.
La Route nationale 38 (en anglais : National Highway 38, sigle NH 38), une route nationale  en Inde qui commence à Vellore et se termine à Thoothukudi.

## Tracé
La route nationale NH-38 passe par les plus grandes villes du Tamil Nadu,.
Ces villes sont,  entre-autres,  Vellore, Polur, Tiruvannamalai, Villupuram, Ulundurpettai, Perambalur, Trichy, Melur, Madurai, Aruppukottai, Ettayapuram et Thoothukudi.